# Linnéa Claeson
Linnéa Claseson (født 31. januar 1992 i Norrköping) er en svensk håndboldspiller, der 2017-2018 spillede for Ringkøbing Håndbold i Damehåndboldligaen. Hun har tidligere optrådt for Skuru IK i hjemlandet.
Hun har spillet flere kampe på svenske ungdomslandshold.
Udover sin håndboldkarriere er Claeson også kendt som debattør, der via sin Instagram-konto "Assholesonline" har bidraget til at synliggøre sexchikane og had på nettet - hendes metode er anvendelsen af humor. Hun har siden juli 2017 været klummeskribent i Aftonbladet.